# Mo Hamicha
Mohamed Mezouari (en arabe : محمد مزواري) surnommé Mo Hamicha, né le 6 janvier 1996 à Amsterdam est un kick-boxeur néerlando-marocain.

## Biographie

### Naissance et jeunesse
Mohamed Mezouari naît à Amsterdam dans la capitale néerlandaise au sein d'une famille marocaine originaire de Oujda, au nord-est du Maroc[réf. nécessaire]. Il grandit dans le quartier d'Amsterdam-Ouest. Il reçoit le surnom "Hamicha" par son père, qui n'a pas réellement de significations.
Mezouari commence à s'entraîner au kick-boxing à l'âge de huit ans au El Otmani Gym d'Amsterdam, entraîné par Nourdin El Otmani. Plus tard, il s'inspire de Badr Hari et songe à entamer une carrière professionnelle dans le kick-boxing.

### Débuts à l'El Otmani Gym
Mezouari affronte Dzianis Zuev lors du combat de réserve du tournoi Kunlun Fight 56 en catégorie 70 kg. Il remporte le combat par décision unanime.
Mezouari participe au tournoi Kunlun Fight Group 1 en catégorie 70 kg. En demi-finale, il gagne par décision contre Arman Hambaryan. En finale du tournoi, Mezouari bat Danilo Zanolini par KO au premier round,.
Mezouari affronte Thongchai Sitsongpeenong lors du Fight League 7 pour le titre mondial Fight League -76 kg. Mezouari met Thongchai KO au deuxième round avec un low kick du droit.
Par la suite, Mezouari combat Artem Pashporin. Mezouari gagne le combat par TKO au premier round, ce qui lui permet de se qualifier pour les huitièmes de finale du tournoi mondial 70 kg Max 2017. Mezouari perd par décision unanime contre Marat Grigorian en quart de finale.

### Glory
Signant chez Glory, il rejoint également le SB-Gym où il est entraîné sous la houlette de Said El Badaoui à Utrecht.
Mezouari fait ses débuts à Glory lors de Glory 62, où il affronte Miles Simson. Il met Simson KO au premier round. Il remporte son deuxième combat contre Adam Hadfield lors de Glory 66 : Paris, le 22 juin 2019, par un knockout technique au premier round.
Mezouari devait affronter Dmitry Menshikov lors de Glory 78 : Rotterdam. Menshikov se retire finalement du combat et est remplacé par Vedat Hoduk. Mezouari remporte le combat par knockout technique au premier round.
Mezouari devait affronter Eyevan Danenberg lors de Glory : Collision 3, le 23 octobre 2021. Danenberg se retire du combat et est remplacé par Maximo Suarez. Suarez se retire également, et est remplacé par Samo Dbili. Mezouari remporte le combat par knockout technique au premier round.
Mezouari devait affronter Sofiane Gelin dans un combat en poids moyen lors de Glory 86, le 27 mai 2023. Il se retire du combat le 13 mai pour des raisons non divulguées.

## Palmarès
- Fight League
  - 2017 : Champion du monde Fight League -76 kg
- Kunlun Fight
  - 2016 : Champion du monde BLADE Lightweight (-70 kg)
  - 2016 : Vainqueur du tournoi Kunlun Fight Lightweight (-70 kg)
  - 2017 : Vainqueur du tournoi Kunlun Fight Lightweight (-70 kg)